# Mistrzostwa Świata w Kajakarstwie Górskim 1973
13. Mistrzostwa świata w kajakarstwie górskim odbyły się w dniach 23–24 czerwca 1973 w szwajcarskim Muotathal. Zawodnicy rywalizowali ze sobą w dziewięciu konkurencjach: pięciu indywidualnych i czterech drużynowych.

## Końcowa klasyfikacja medalowa
| Miejsce | Państwo           | Złoto | Srebro | Brąz | Razem |
| ------- | ----------------- | ----- | ------ | ---- | ----- |
| 1       | NRD               | 3     | 3      | 4    | 10    |
| 2       | Czechosłowacja    | 2     | 2      | 0    | 4     |
| 3       | Stany Zjednoczone | 2     | 1      | 0    | 3     |
| 4       | RFN               | 1     | 0      | 2    | 3     |
| 5       | Austria           | 1     | 0      | 0    | 1     |
| 6       | Polska            | 0     | 2      | 1    | 3     |
| 7       | Szwajcaria        | 0     | 1      | 0    | 1     |
| 8       | Francja           | 0     | 0      | 1    | 1     |
| 8       | Holandia          | 0     | 0      | 1    | 1     |

## Medaliści
| Konkurencja:           | Złoto: | Srebro: | Brąz: |
| C-1 mężczyzn           | Reinhard Eiben | Karel Třešňák | Udo Müller                                                                                                |
| C-1 drużynowo mężczyzn | Czechosłowacja · Jaroslav Radil · Karel Třešňák · Petr Sodomka                                                               | NRD · Reinhard Eiben · Peter Massalski · Udo Müller                                                                  | RFN · Wolfgang Peters · Josef Schumacher · Walter Horn                                                    |
| C-2 mężczyzn           | Czechosłowacja · Jiří Krejza · Jaroslav Pollert                                                                              | NRD · Klaus Trummer · Jürgen Kretschmer                                                                              | RFN · Wilhelm Baues · Hans-Otto Schumacher                                                                |
| C-2 drużynowo mężczyzn | RFN · Olaf Fricke i Michael Reimann · Karl-Heinz Scheffer i Heinz-Jürgen Steinschulte · Wilhelm Baues i Hans-Otto Schumacher | Czechosłowacja · Josef Havela i Bohumír Machát · Antonín Brabec i František Kadaňka · Jiří Krejza i Jaroslav Pollert | NRD · Jürgen Köhler i Hubert Kraeft · Peter Grabowski i Josef Raschke · Klaus Trummer i Jürgen Kretschmer |
| K-1 mężczyzn           | Norbert Sattler | Siegbert Horn | Wojciech Gawroński                                                                                        |
| K-1 drużynowo mężczyzn | NRD · Wolfgang Büchner · Siegbert Horn · Christian Döring                                                                    | Polska · Jerzy Stanuch · Wojciech Gawroński · Stanisław Majerczak                                                    | Francja · Eric Koechlin · Michel Magdinier · Claude Peschier                                              |
| C-2 konkurs mieszany   | Stany Zjednoczone · Carol Knight · Dave Knight                                                                               | Stany Zjednoczone · Barbara Holcombe · Norman Holcombe                                                               | Holandia · Ria van Stipdonk · Peter van Stipdonk                                                          |
| K-1 kobiet             | Sybille Spindler | Maria Ćwiertniewicz                                                                                                  | Martina Falke                                                                                             |
| K-1 drużynowo kobiet   | Stany Zjednoczone · Candice Clark · Louise Holcombe · Lynn Ashtone                                                           | Szwajcaria · Elisabeth Käser · Danielle Kamber · Eva Karel                                                           | NRD · Sybille Spindler · Marion Bauman · Martina Falke                                                    |